# Hicham Diddou
Hicham Diddou (arab. ‏هشام ديدو‎; ur. 3 marca 1974) – marokański narciarz alpejski, uczestnik igrzysk olimpijskich w Albertville.

## Osiągnięcia

### Igrzyska olimpijskie
| Miejsce | Dzień     | Rok  | Miejscowość | Konkurencja | Czas biegu | Strata | Zwycięzca            |
| ------- | --------- | ---- | ----------- | ----------- | ---------- | ------ | -------------------- |
| DNF2    | 22 lutego | 1992 | Albertville | Slalom      | 1:44,39    | –      | Finn Christian Jagge |